# Колберт (округ)
Ко́лберт (англ. Colbert County) — округ в США, штате Алабама. Официально образован в 1867 году. По состоянию на 2000 год, численность населения составляла 54 984 человек. Административный центр округа — Таскамбия.

## География
По данным Бюро переписи США, общая площадь округа — 1615,1 км², из которых 1539,8 км² — суша, а 75,3 км² или 4,66% — это водоемы.

### Соседние округа
|                           |          | Лодердейл |
| Тишоминго (шт. Миссисипи) | север    |           |
| Тишоминго (шт. Миссисипи) | Колберт  |           |
| Тишоминго (шт. Миссисипи) | юг       |           |
|                           | Франклин | Лоренс    |

## Демография
По данным переписи населения 2000 года в округе проживало 54 984 жителей, в составе 22 461 хозяйств и 16 037 семей. Плотность населения была 36 чел. на 1 квадратный километр. Насчитывалось 24 980 жилых домов. Расовый состав населения был 81,52% белых, 16,62% чёрных или афроамериканцев, и 0,89% представители двух или более рас. 1,12% населения являлись испаноязычными или латиноамериканцами.
Из 22 461 хозяйств 30,5% воспитывают детей возрастом до 18 лет, 56% супружеских пар живущих вместе, 12,1% женщин-одиночек, 28,6% не имели семей. 26,1% от общего количества живут самостоятельно, 11,5% — лица старше 65 лет, живущие в одиночку. В среднем на каждое хозяйство приходилось 2,42 человека, среднестатистический размер семьи составлял 2,92 человека.
Показатели по возрастным категориям в округе были следующие: 23,8% жители до 18 лет, 8,1% от 18 до 24 лет, 27,8% от 25 до 44 лет, 24,9% от 45 до 64 лет, и 15,4% старше 65 лет. Средний возраст составлял 39 лет. На каждых 100 женщин приходилось 91,8 мужчины. На каждых 100 женщин в возрасте 18 лет и старше приходилось 88,1 мужчины.

## Разное
В декабре 2020 года рабочие принадлежащего Constellium завода в Масл Шоулс, штат Алабама, объявили забастовку после того, как не удалось договориться о новых трудовых контрактах (см. 2020–2021 Alabama aluminum plant strike).